# Portrait du chanteur Simon Chenard en costume de sans-culotte
Portrait du chanteur Simon Chenard en costume de sans-culotte est un portrait à l'huile sur bois de l'artiste français Louis-Léopold Boilly, datant de 1792. Le tableau est également connu sous le titre Porte-drapeau à la fête de la Libération des Savoyards. Il est conservé au Musée Carnavalet, à Paris, qui l'a acquis en 1892.

## Histoire et description
Le tableau représente le chanteur Simon Chenard brandissant un drapeau tricolore français, habillé en sans-culotte. Il s'inspire du costume qu'il avait porté à la Fête de la Liberté, le 14 octobre 1792, où il avait chanté l'hymne révolutionnaire français La Marseillaise. La Fête a été organisée pour célébrer la conquête et l'annexion de la Savoie par la France, à la suite de la victoire surprenante à la bataille de Valmy, le 20 septembre 1792, où les Français ont vaincu le Royaume de Prusse et le Saint-Empire romain germanique. Le drapeau porte le slogan jacobin « La liberté ou la mort ». Chenard est immobile, regardant le ciel, une pipe à la bouche. Il porte également des sabots, pour souligner le statut humble du personnage qu'il incarne. Le ciel est sombre et nuageux, ce qui indique que la scène se déroule la nuit. Un paysage constitue l'arrière-plan, avec une rivière ou un lac, à sa gauche, et quelques montagnes.
Rolf Reichardt et Hubertus Kohle déclarent : « Dans un remarquable mélange de catégories typiques de l'art révolutionnaire, le petit tableau de Boilly unit le portrait, la peinture de genre et la peinture d'histoire, dans le but d'éliminer les catégories sociales (…) pour donner une expression artistique à la rupture avec l'ordre social hiérarchique des États. ».